# Villers-sous-Ailly
Pour les articles homonymes, voir Villers.
Villers-sous-Ailly est une commune française située dans le département de la Somme en région Hauts-de-France.

## Géographie

### Localisation
Villers-sous-Ailly est un village picard situé dans le Ponthieu.
Limitrophe d'Ailly-le-Haut-Clocher, la commune est située à 6 km au nord de Longpré-les-Corps-Saints, 7 km au nord-ouest de Flixecourt, 8 km au sud-ouest de Domart-en-Ponthieu, 14 km au sud-est d'Abbeville et à 27 km au nord-ouest d'Amiens à vol d'oiseau.
Le territoire de la commune est limitrophe de ceux de six communes.

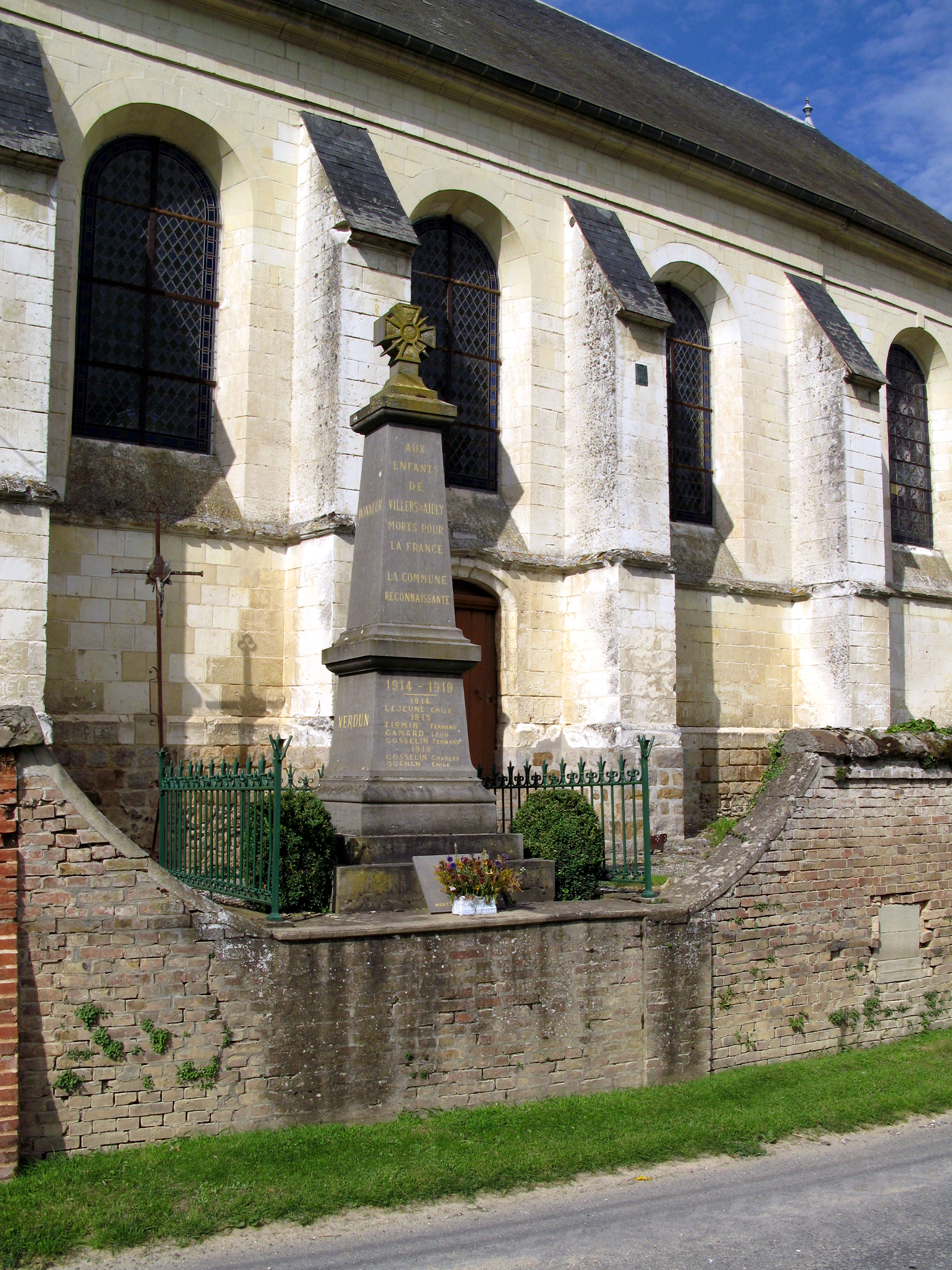
Le monument aux morts, dressé sur le côté de l'église, surplombe la rue.

Les communes limitrophes sont Ailly-le-Haut-Clocher, Bouchon, Brucamps, Long, Mouflers et Vauchelles-lès-Domart.

### Hydrographie
La commune est située dans le bassin Artois-Picardie. Elle n'est drainée par aucun cours d'eau.

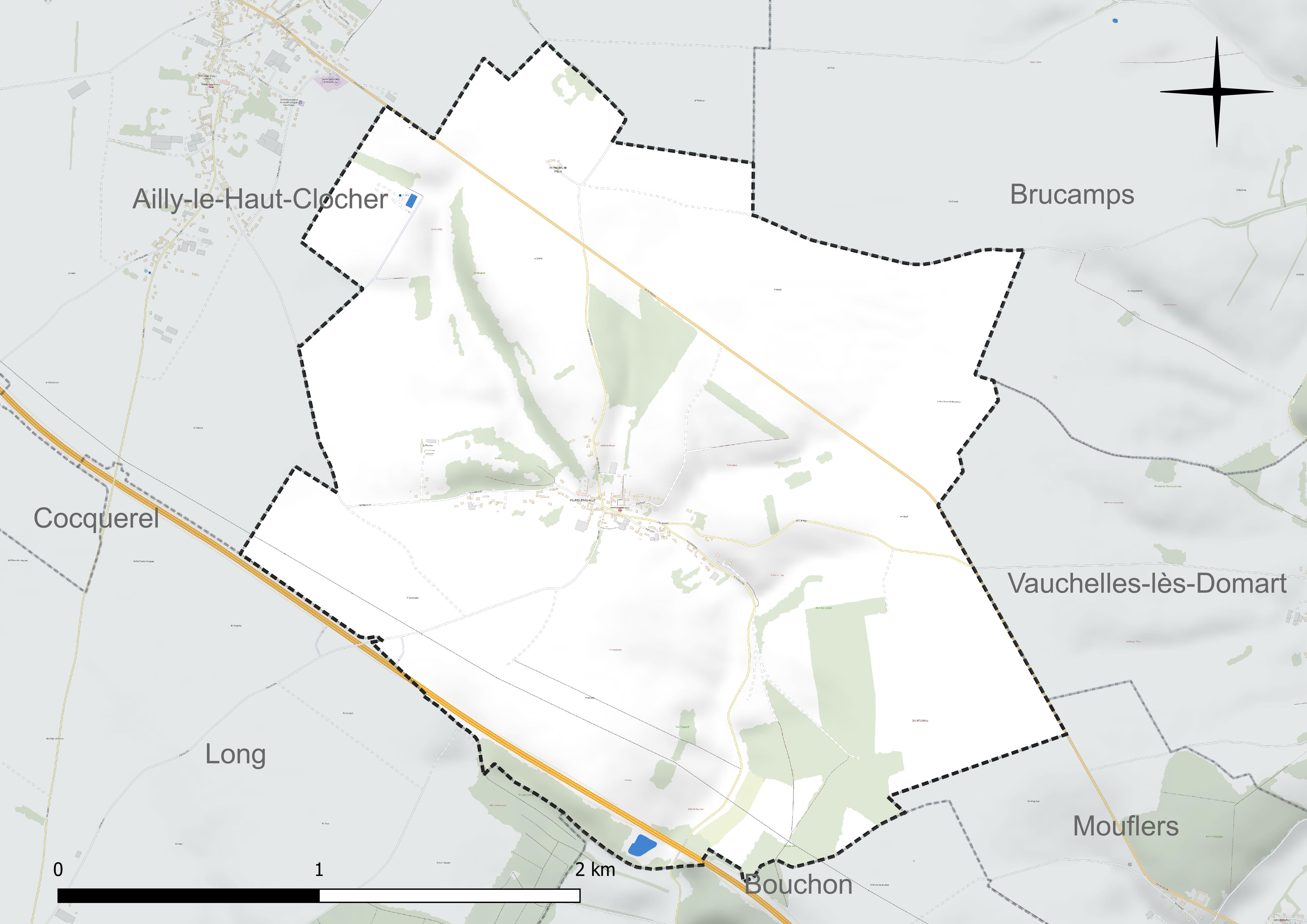
Réseau hydrographique de Villers-sous-Ailly.

### Climat
Pour des articles plus généraux, voir Climat des Hauts-de-France et Climat de la Somme.
En 2010, le climat de la commune est de type climat océanique altéré, selon une étude du CNRS s'appuyant sur une série de données couvrant la période 1971-2000. En 2020, Météo-France publie une typologie des climats de la France métropolitaine dans laquelle la commune est exposée à un climat océanique et est dans la région climatique Côtes de la Manche orientale, caractérisée par un faible ensoleillement (1 550 h/an) ; forte humidité de l'air (plus de 20 h/jour avec humidité relative > 80 % en hiver), vents forts fréquents.
Pour la période 1971-2000, la température annuelle moyenne est de 10,5 °C, avec une amplitude thermique annuelle de 13,6 °C. Le cumul annuel moyen de précipitations est de 781 mm, avec 12,5 jours de précipitations en janvier et 8,5 jours en juillet. Pour la période 1991-2020, la température moyenne annuelle observée sur la station météorologique la plus proche, située sur la commune de Bernaville à 13 km à vol d'oiseau, est de 10,4 °C et le cumul annuel moyen de précipitations est de 877,3 mm,. Pour l'avenir, les paramètres climatiques de la commune estimés pour 2050 selon différents scénarios d'émission de gaz à effet de serre sont consultables sur un site dédié publié par Météo-France en novembre 2022.

## Urbanisme

### Typologie
Au 1er janvier 2024, Villers-sous-Ailly est catégorisée commune rurale à habitat dispersé, selon la nouvelle grille communale de densité à sept niveaux définie par l'Insee en 2022.
Elle est située hors unité urbaine. Par ailleurs la commune fait partie de l'aire d'attraction d'Amiens, dont elle est une commune de la couronne,. Cette aire, qui regroupe 369 communes, est catégorisée dans les aires de 200 000 à moins de 700 000 habitants,.

### Occupation des sols
L'occupation des sols de la commune, telle qu'elle ressort de la base de données européenne d'occupation biophysique des sols Corine Land Cover (CLC), est marquée par l'importance des territoires agricoles (88,8 % en 2018), en diminution par rapport à 1990 (93,4 %). La répartition détaillée en 2018 est la suivante : 
terres arables (72,8 %), prairies (16 %), forêts (7,3 %), zones urbanisées (3,9 %). L'évolution de l'occupation des sols de la commune et de ses infrastructures peut être observée sur les différentes représentations cartographiques du territoire : la carte de Cassini (XVIIIe siècle), la carte d'état-major (1820-1866) et les cartes ou photos aériennes de l'IGN pour la période actuelle (1950 à aujourd'hui).

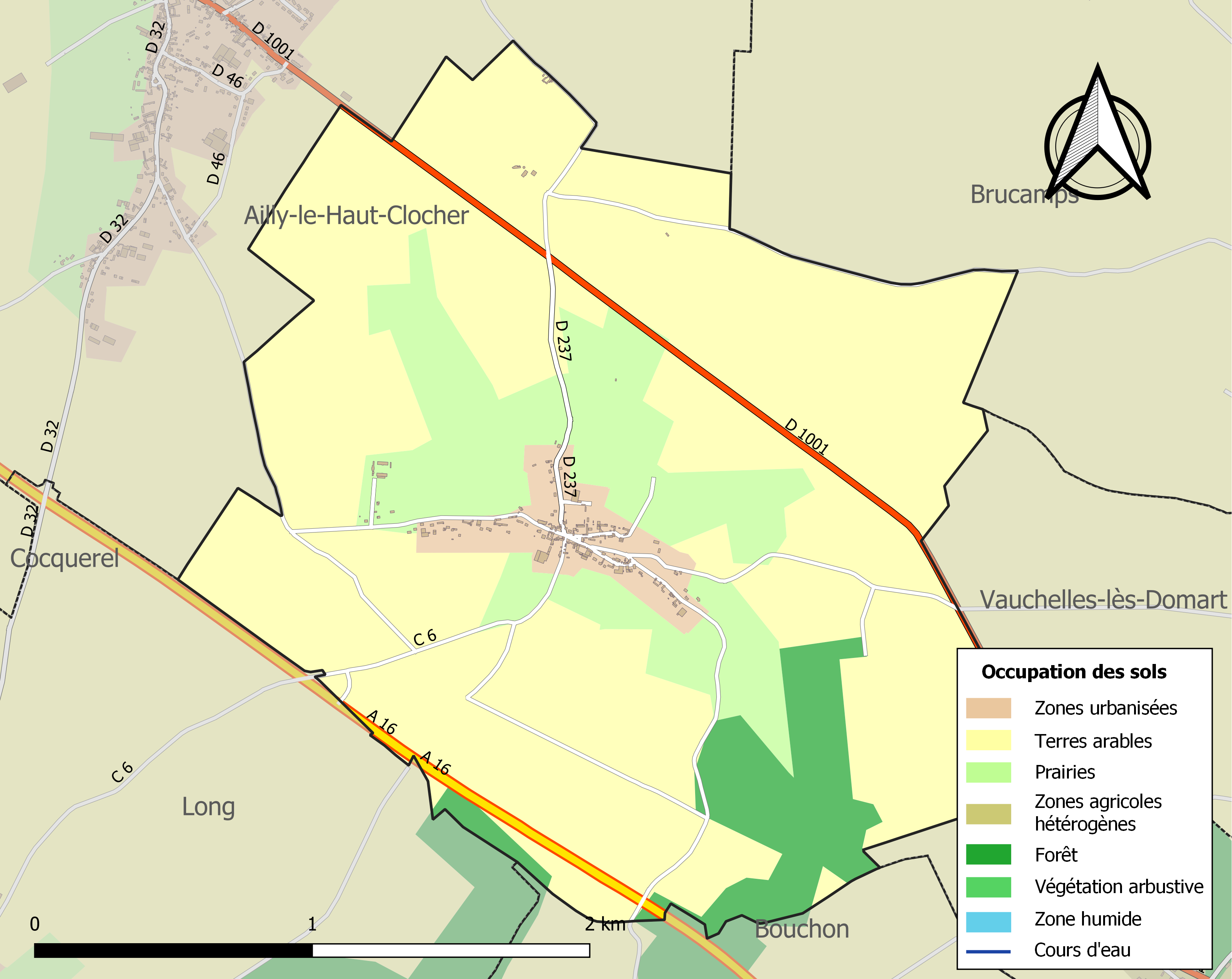
Carte des infrastructures et de l'occupation des sols de la commune en 2018 (CLC).

### Voies de communication et transports
Le village est desservi par la route départementale 237. Le territoire communal voit l'ancienne RN 1, devenue route départementale 1001, passer au nord de son territoire et l'A16 le limiter au sud.

## Toponymie
Le nom de la localité est attesté sous les formes Vilers (1258) ; Vilers sous Asly (1301) ; Villers (1300-1323) ; Villers-soubs-Ailly (1492) ; Villers soubz Ally (1515) ; Villiers sous Ailly (1657) ; Villers-sous-Ailly (1648) ; Villiers (1657) ; Villare subtus Alliacum (1673) ; Villers sous Ailli (1766).

Formation toponymique médiévale en Villers-, appellatif toponymique issu du latin villare désignant une partie de la villa, c'est-à-dire « partie d'un domaine », donc « ferme ».

## Histoire
François Jacques Philippe Vaillant de Villers (1731-1796) fut l'un des derniers seigneurs de la localité.

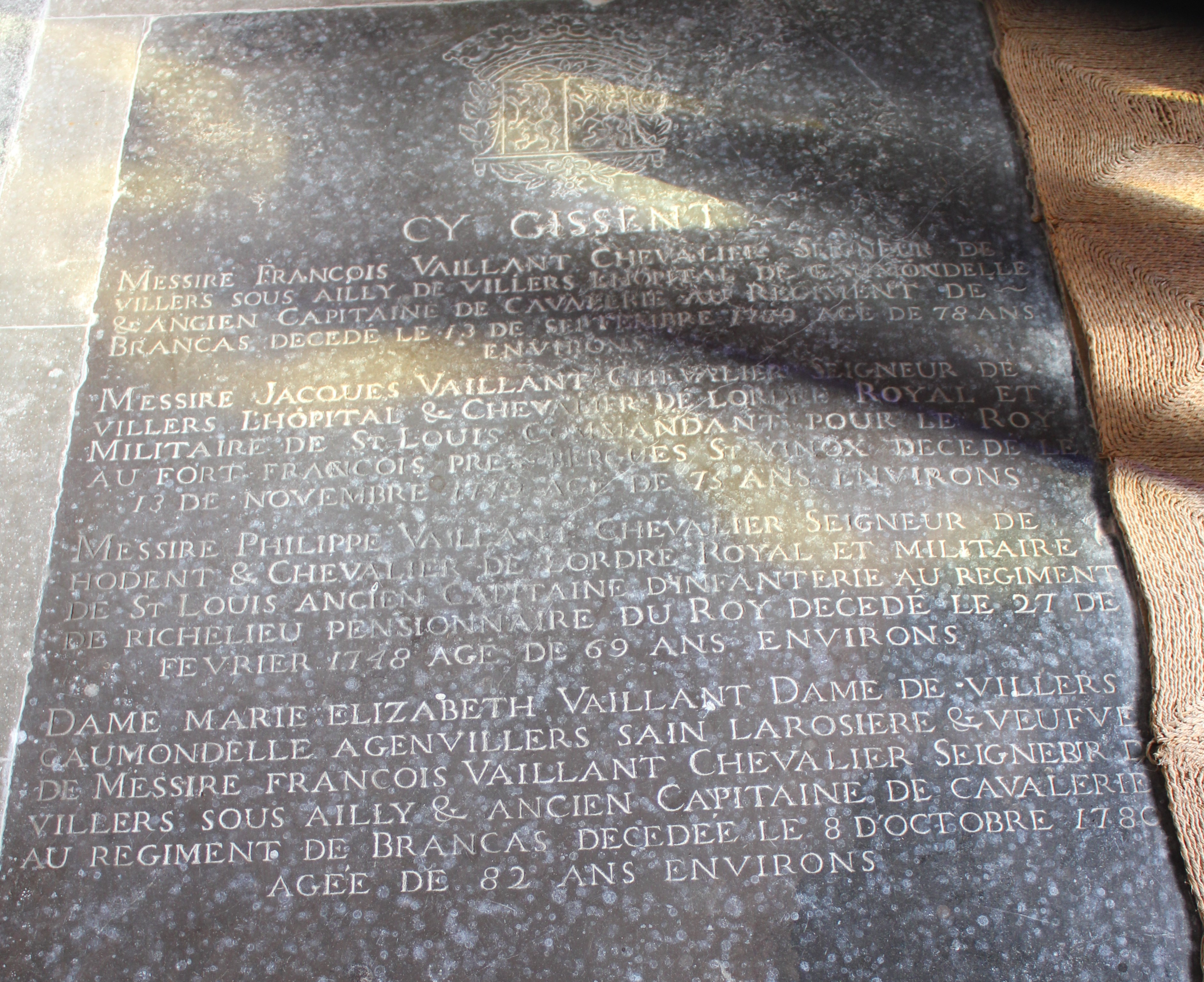
Plaque tombale des seigneurs locaux, dans l'église.

## Politique et administration
| Période                                  | Période                      | Identité        | Étiquette | Qualité                                        |
| ---------------------------------------- | ---------------------------- | --------------- | --------- | ---------------------------------------------- |
| Les données manquantes sont à compléter. |                              |                 |           |                                                |
| avant 1924                               |                              | Ernest Brunel   |           |                                                |
| Les données manquantes sont à compléter. |                              |                 |           |                                                |
| 1943                                     | 1977                         | Ernest Douillet |           |                                                |
| 1977                                     | 1983                         | Carlos Delmarre |           |                                                |
| mars 1983                                | 2020                         | Joël Fuzellier, |           | Inspecteur départemental des Domaines retraité |
| 2020                                     | En cours (au 8 octobre 2020) | Laurent Sauvage |           |                                                |

## Démographie
L'évolution du nombre d'habitants est connue à travers les recensements de la population effectués dans la commune depuis 1793. Pour les communes de moins de 10 000 habitants, une enquête de recensement portant sur toute la population est réalisée tous les cinq ans, les populations de référence des années intermédiaires étant quant à elles estimées par interpolation ou extrapolation. Pour la commune, le premier recensement exhaustif entrant dans le cadre du nouveau dispositif a été réalisé en 2008.

En 2022, la commune comptait 174 habitants, en évolution de −5,95 % par rapport à 2016 (Somme : −1,26 %, France hors Mayotte : +2,11 %).
| 1793 | 1800 | 1806 | 1821 | 1831 | 1836 | 1841 | 1846 | 1851 |
| ---- | ---- | ---- | ---- | ---- | ---- | ---- | ---- | ---- |
| 506  | 459  | 541  | 530  | 602  | 562  | 522  | 502  | 469  |

| 1856 | 1861 | 1866 | 1872 | 1876 | 1881 | 1886 | 1891 | 1896 |
| ---- | ---- | ---- | ---- | ---- | ---- | ---- | ---- | ---- |
| 470  | 452  | 435  | 400  | 354  | 323  | 300  | 273  | 243  |

| 1901 | 1906 | 1911 | 1921 | 1926 | 1931 | 1936 | 1946 | 1954 |
| ---- | ---- | ---- | ---- | ---- | ---- | ---- | ---- | ---- |
| 221  | 212  | 177  | 154  | 134  | 153  | 141  | 156  | 128  |

| 1962 | 1968 | 1975 | 1982 | 1990 | 1999 | 2006 | 2008 | 2013 |
| ---- | ---- | ---- | ---- | ---- | ---- | ---- | ---- | ---- |
| 142  | 143  | 109  | 122  | 146  | 146  | 176  | 184  | 189  |

| 2018 | 2022 | - | - | - | - | - | - | - |
| ---- | ---- | - | - | - | - | - | - | - |
| 176  | 174  | - | - | - | - | - | - | - |

## Culture locale et patrimoine

### Lieux et monuments
- Église Saint-Aubin.
- Monument aux morts.
- Les pelouses calcicoles, utilisées jusqu'au début du siècle dernier pour le pâturage des moutons et des chèvres, rassemblent une flore et une faune remarquables. Elles peuvent faire l'objet de randonnées intéressantes. Les larris locaux donnent en particulier lieu à des animations naturalistes[28].

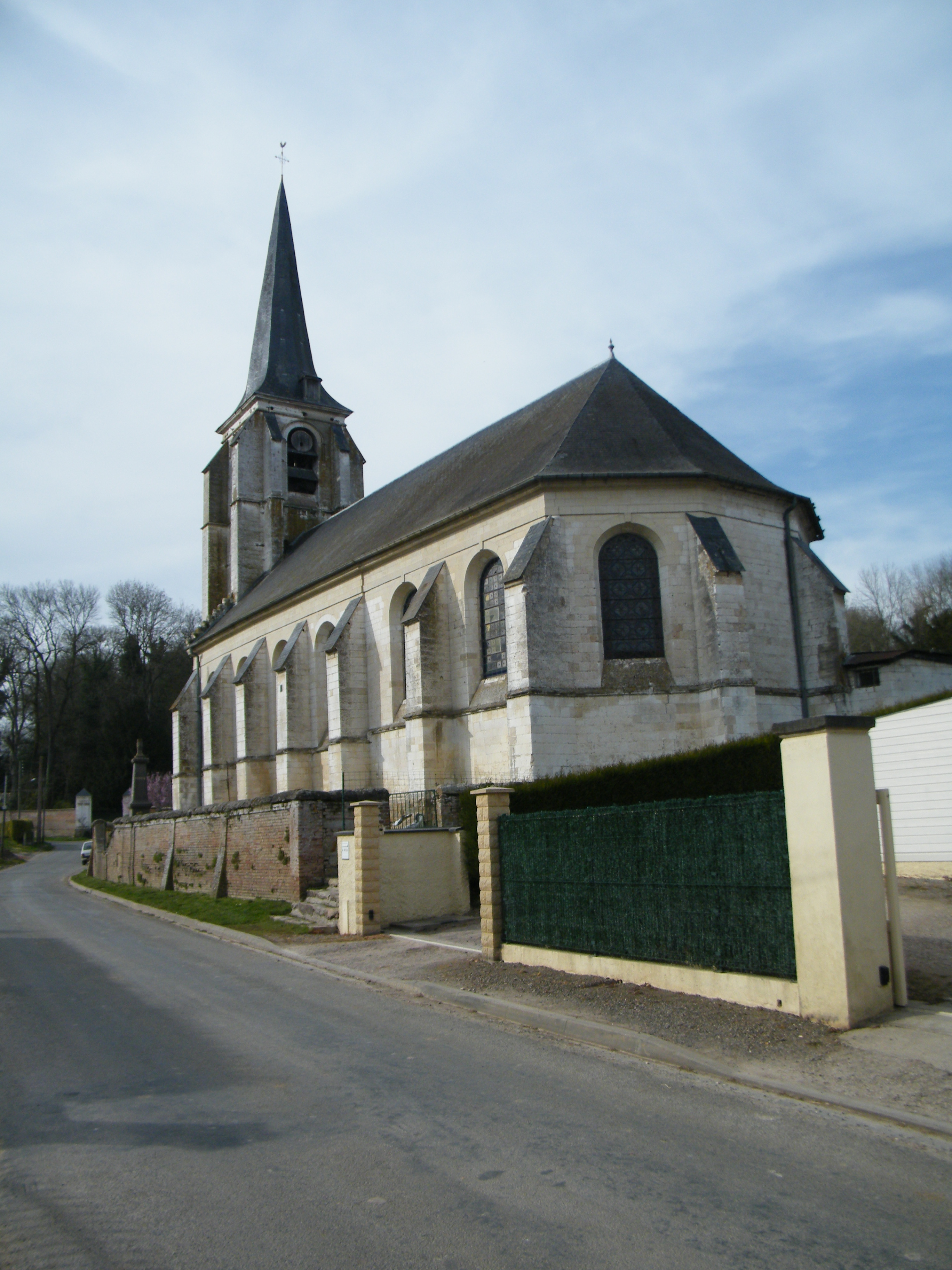
La nef de l'église.
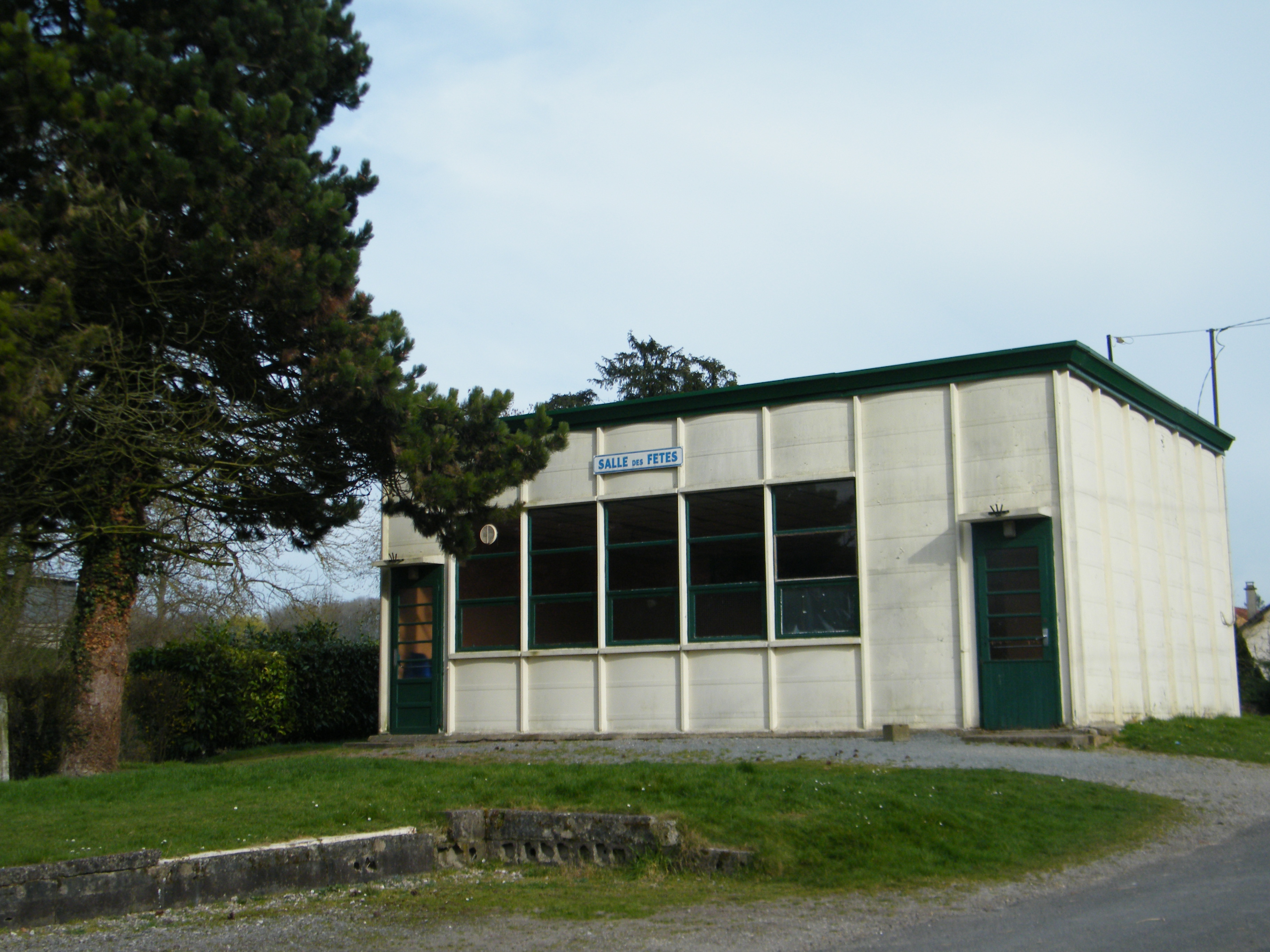
La salle communale.
La flèche du clocher s'impose.

### Héraldique
| Blason de Villers-sous-Ailly | Blason  | D'or au lion de sable, armé et lampassé de gueules.                                         |
| Blason de Villers-sous-Ailly | Détails | Dans les années 1980, la commune a relevé les armes des Vaillant de Villers (XVIIe siècle). |